# باب رحمت
باب رحمت که در ادبیات مسیحی به عنوان دروازه طلایی شناخته می‌شود دروازه شرقی حرم شریف است و یکی از دو دربی است از جهت شرقی به شهر وارد می‌شود. این دیوار در قرون وسطی ساخته شده‌است. زمان ساخت این بنا محل مناقشه می‌باشد. انجام هیچ عمل باستان‌شناسی هم در این مکان ممکن نیست. گرچه زمان ساخت این بنا مشخص نیست اما دیدگا عمده در این باره وجود دارد، یکی از دیدگاه معتقد است که این بنا در زمان بیزانس‌ها ساخته شد و دیگری معتقد است که این بنا در زمان امویان ساخته شده‌است.